# Disophrys flavipes
Disophrys flavipes är en stekelart som först beskrevs av Günther Enderlein 1920.  Disophrys flavipes ingår i släktet Disophrys och familjen bracksteklar. Inga underarter finns listade i Catalogue of Life.